# Мос-Эйсли
Мос-Эйсли (англ. Mos Eisley) — город-космодром в вымышленной вселенной «Звёздных войн». Впервые появился в фильме 1977 года «Звездные войны», согласно сценарию находится на планете Татуин. Оби-Ван Кеноби, которого играл Алек Гиннесс, описал Мос-Эйсли как «жалкое скопище подонков и подлостей».
Заметное число сцен происходит в кантине (таверне) Мос-Эйсли, где собираются многочисленные существа, принадлежащие к разнообразным расам галактики, что сделало это место особенно известным среди зрителей. Съёмки локаций Мос-Эйсли в 1975—1976 годах проходили в Тунисе, интерьеры снимались на Elstree Studios в Лондоне.

## Появления

### Кинофильмы

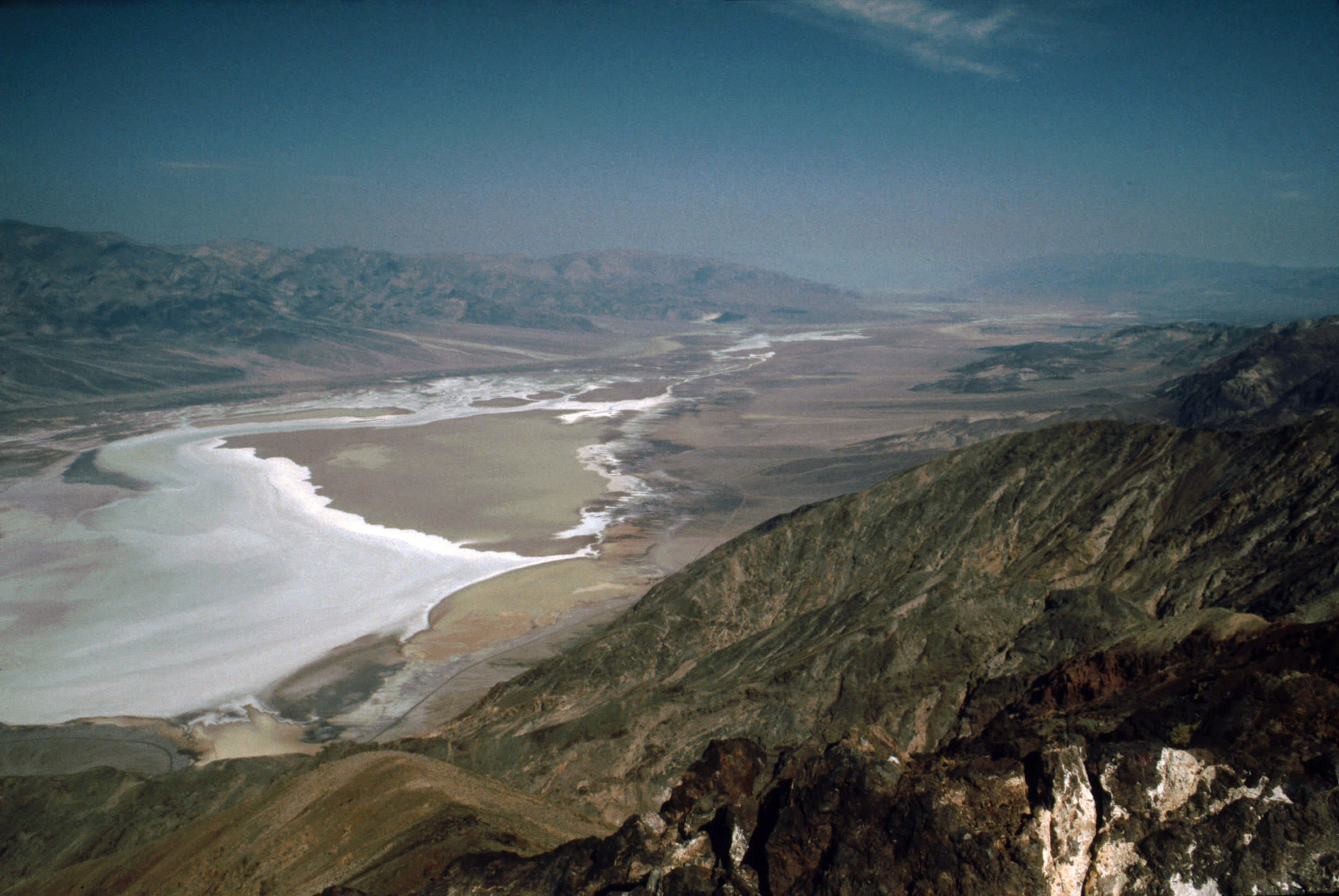
Площадка Данте, с которой открывается вид на Долину Смерти, использовалась для адресного плана Мос-Эйсли в фильме «Звёздные войны» (1977)

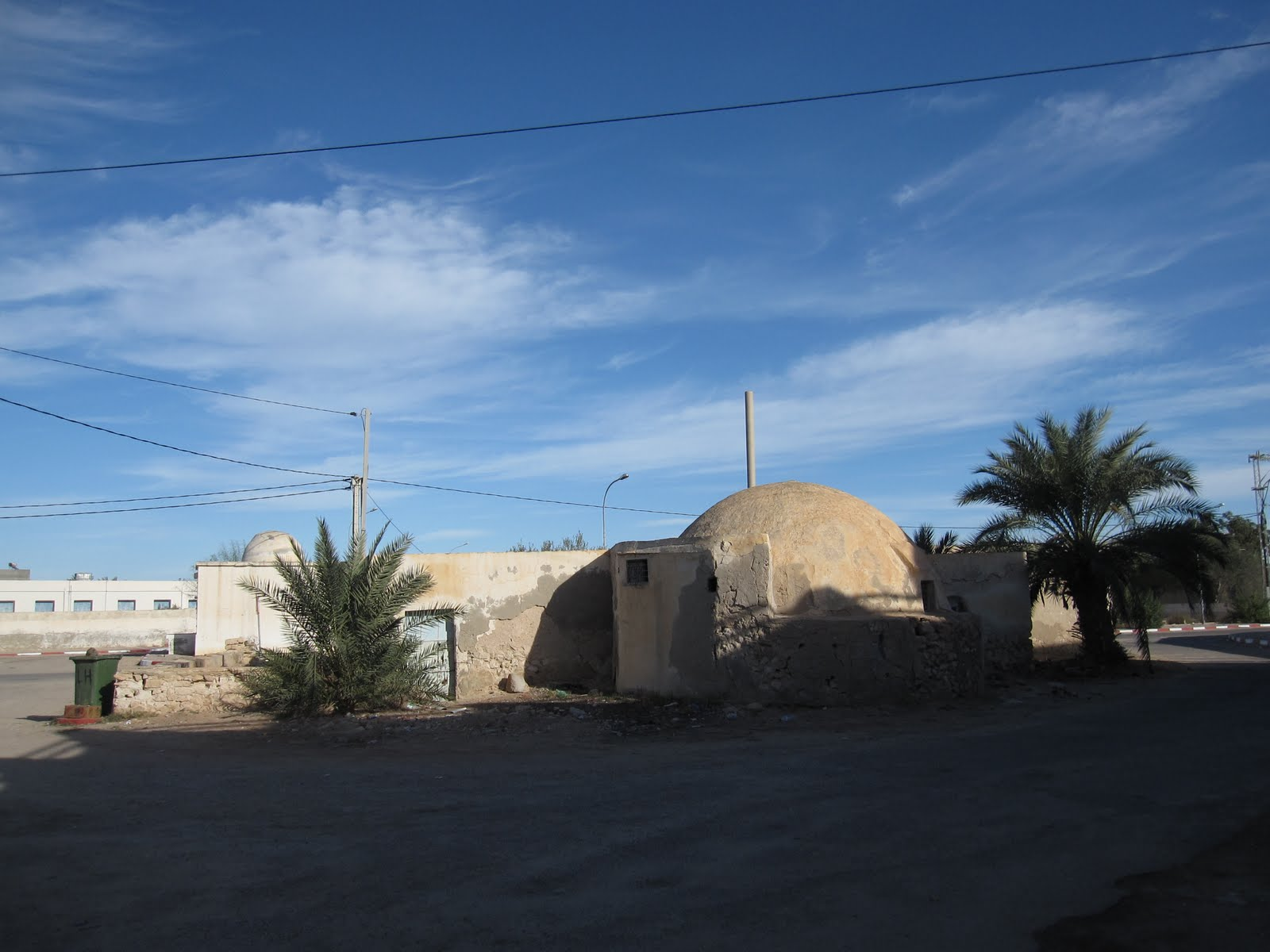
Место съёмок в Аджиме, Тунис, эпизодов в кантине Мос-Эйсли в фильме «Звёздные войны» (1977)

Мос-Эйсли впервые появляется в оригинальном фильме 1977 года «Звёздные войны». Поселение изображено как оживленный, шумный портовый город, расположенный на пустынной равнине и имеющий в основном временное население разнообразных инопланетных рас. Царящее в космопорту беззаконие привлекает преступников, контрабандистов и беглецов. Космические корабли приземляются на взлётно-посадочные площадки, разбросанные по всему городу.
Сцены в Мос-Эйсли разворачиваются в начале фильма, когда молодой герой Люк Скайуокер и его наставник Оби-Ван Кеноби в сопровождении дроидов C-3PO и R2-D2 отправляются в космопорт в поисках пилота, способного вывезти их с планеты. Оби-Ван предупреждает Люка, что космодром может быть опасен. По прибытии в город Люк и Оби-Ван приходят в кантину, тускло освещенную таверну, которую посещают пилоты звездолётов. В баре продаются крепкие напитки, среди клиентуры часты вспышки насилия. Кантина привлекает множество экзотических инопланетных существ, но внутрь не допускаются дроиды: увидев C-3PO и R2-D2, бармен приказывает им уйти. Группа пришельцев на сцене исполняет инопланетную музыку в джазовом стиле. К Люку пристают двое клиентов: Понда Баба, аквалиш, и доктор Эвазан, деформированный человек — но Оби-Ван вмешивается и световым мечом отсекает руку Понде. В этой сцене впервые на экране световой меч используется в бою. Оби-Ван знакомит Люка с парой контрабандистов, Чубаккой и Ханом Соло, они обсуждают условия перелёта на планету Алдераан. После того, как Люк и Оби-Ван уходят, происходит короткая стычка Хана с зеленокожим гангстером Гридо, который погибает от выстрела контрабандиста. Когда четвёрка готовится к отлёту, за ними на площадку 94 следует Гариндан, шпион, работающий на Империю. После короткой перестрелки с имперскими штурмовиками "Тысячелетний сокол" покидает Татуин.

### Книги
В новеллизации фильма Star Wars: From the Adventures of Luke Skywalker Джорджа Лукаса (в действительности текст написан Аланом Дином Фостером), Мос-Эйсли описывается как плохо организованный, захудалый посёлок, построенный из бетона и песчаника большей частью под землёй, чтобы укрываться от жары двух солнц Татуина. Кантина описывается как тёмный, зловещий бар, полный «одноглазых и тысячеглазых существ с чешуей и мехом». В повествовании упоминаются «щупальца, когти и руки… обвивающие сосуды для выпивки».
Кантине и её посетителям посвящена антология рассказов Tales from the Mos Eisley Cantina под редакцией Кевина Андерсона. В книге это заведение называется «Кантина Чалмуна», её владелец — вуки по имени Чалмун. Также книга раскрывает имя бармена — Вухер. В книге исследуются причины запрета на дроидов: бармен утверждает, что ненавидит всех, но набрасывается на дроидов, потому что они единственные, кто не даст отпор. Чалмун не терпит дроидов, потому что они не пьют, но занимают ценное пространство. Предыстория местной джаз-группы раскрывается в рассказах Кэти Тайерс We Don’t Do Weddings: The Band’s Tale и Дэниела Киса Морана Empire Blues. Группа названа «Фигрин Д’ан и Модальные Узлы» (англ. Figrin D'an and the Modal Nodes), исполнители принадлежат к расе битов (англ. Bith). Их основной музыкальный номер (создан для фильма Джоном Уильямсом) называется Mad About Me.

### Телевидение
Мос-Эйсли показан в телесериале «Мандалорец» 2019 года. В «Главе 5: Стрелок» мандалорец вынужден приземлиться в Мос-Эйсли для ремонта после схватки в космосе с другим охотником за головами. Чтобы заплатить за ремонт, мандалорец отправляется в местную кантину в поисках работы. Там он встречает охотника-новичка Торо Каликана, который нанимает его для поисков Феннек Шанд, опасной наёмницы. Пара обнаруживает Шанд сразу за Дюнным морем и ловит. Однако, когда мандалорец уходит за транспортом, Шанд пытается настроить Каликана против соратника, рассказывая Каликану, что мандалорец пошёл против гильдии охотников за головами, чтобы спасти ребёнка. Каликан убивает Шанд и решает захватить мандалорца и ребёнка и получить награду за всех троих. Однако мандалорец одерживает верх, спасая ребёнка и механика Пели, который ремонтировал корабль и наблюдал за ребёнком. Пели получает деньги Шанд в качестве оплаты ремонта, а мандалорец с ребенком покидают Татуин.

## Производство

### Съёмки фильма

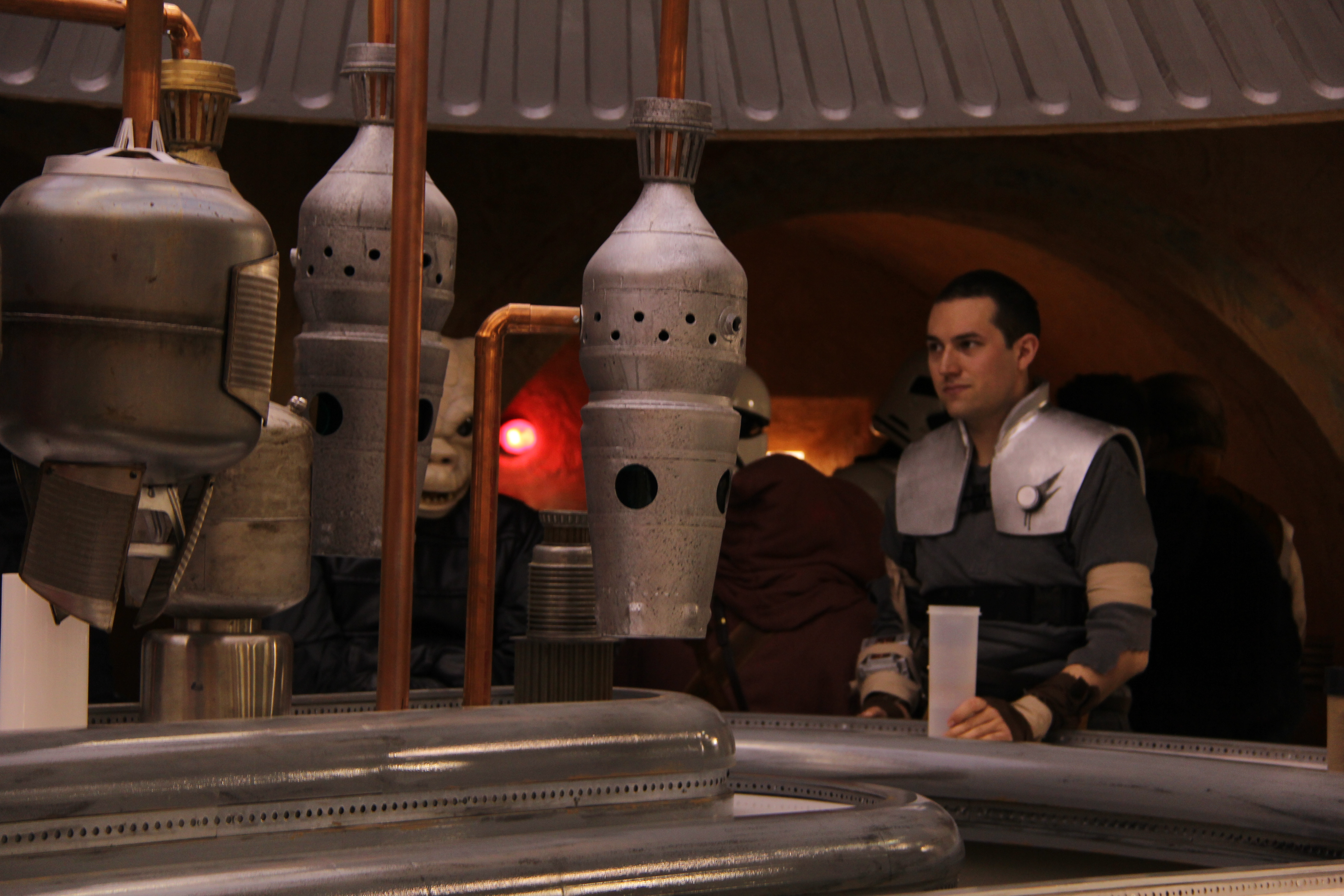
Копия декораций кантины на фестивале Star Wars Celebration в Анахайме

Адресный план Мос-Эйсли в «Звёздных войнах» — вид на Долину Смерти в Калифорнии со смотровой площадки Данте с добавлением дорисовки. Съёмка непосредственно улиц и окрестностей космопорта происходили на тунисском острове Джерба.
В 1975 году, на ранних этапах производства «Звёздных войн», внешний вид кантины Мос-Эйсли и её посетителей был определён благодаря работе концепт-художников Рона Кобба, Рика Бейкера и Ральфа Маккуорри и художника по костюмам Джона Молло. Молло работал с Джорджем Лукасом, чтобы определить внешний вид персонажей. В сотрудничестве с Молло визажист Стюарт Фриборн разработал маски доплнительные элементы тел для соответствия каждому из костюмов, ему помогали Дуг Бесвик, Рик Бейкер, Фил Типпетт, Ник Мейли и Кристофер Такер. Фриборн отмечал, что сцена в кантине должна была стать «шоком»: до этого момента в фильме мало появлялись нечеловеческие персонажи, и кантина внезапно представляла зрителю массу диковинных существ. Под руководством Лукаса и в соответствии с макетом художник-постановщик Джон Барри создал кантину с круглой барной стойкой и тёмными альковами. Молло использовал при создании костюмов мотивы вестернов, персонажей фильма 1950 года «Место назначения — Луна» и телесериала 1960-х годов «Затерянные в космосе». Инопланетных музыкантов на сцене сыграли сотрудники компании Industrial Light & Magic, в том числе Фил Типпет, Джон Берг, Рик Бейкер. По предложению Джорджа Лукаса они изображали исполнение песни Бенни Гудмана «Sing, Sing, Sing».

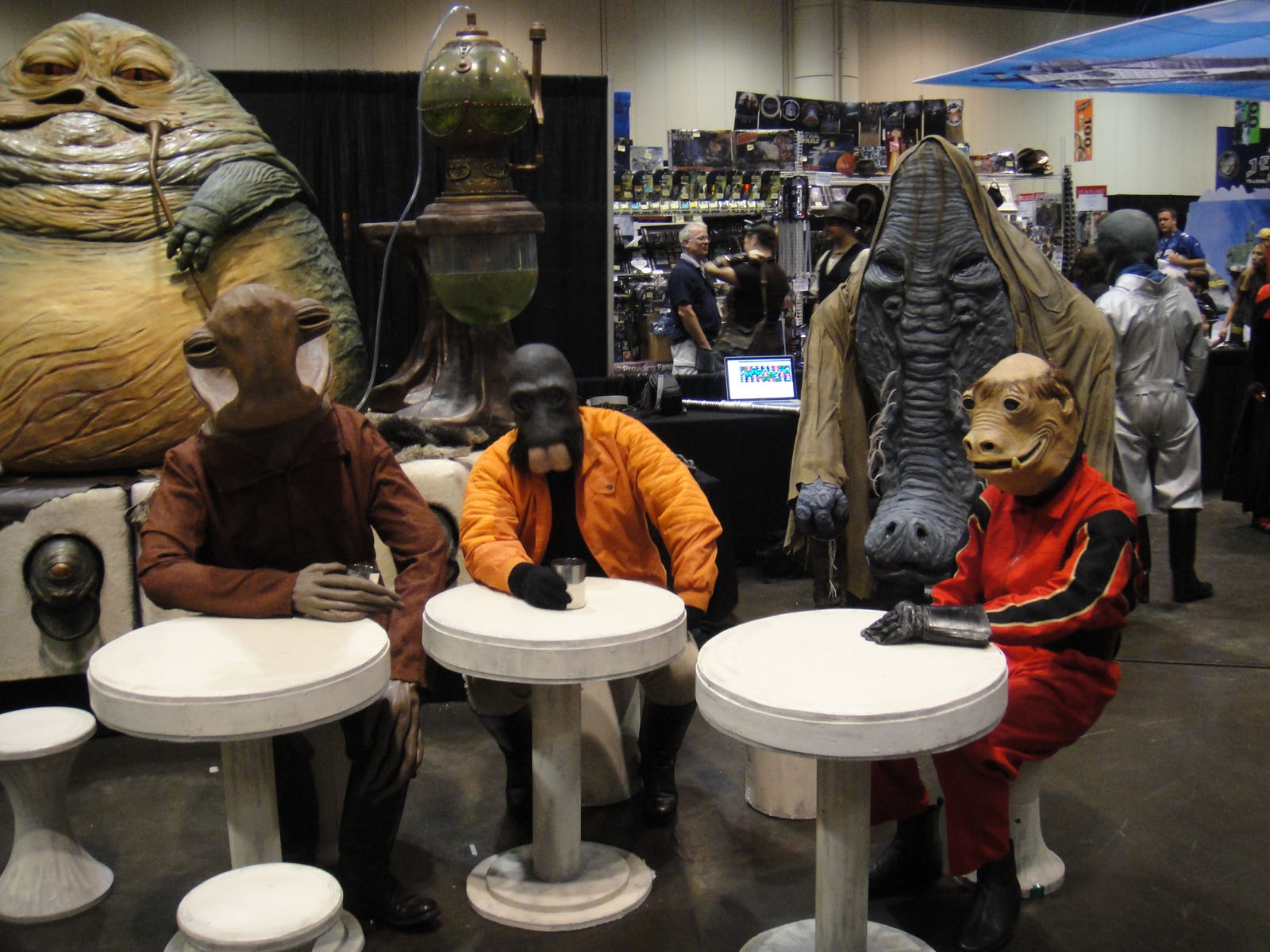
На переднем плане — существа, находившиеся в кантине

Уличные сцены первоначально снимались в 1976 году в маленьком городке Аджим, рыбацком порту на острове Джерба. Съёмочная группа добавила к имевшимся постройкам фальшивые фасады, с 1976 года остающиеся без ремонта. Владельцу построек платили восемь долларов в день. Интерьеры были созданы и сняты в 6 павильоне Elstree Studios в Лондоне. Харрисон Форд первую сцену фильма играл в паре с Алеком Гиннессом и позже Форд вспоминал, что перспектива работы с Гиннессом его пугала. По ходу съемок Лукас столкнулся с множеством проблем: бюджет съёмок был превышен, актёры и съёмочная группа страдали от проблем со здоровьем. Стюарт Фриборн заболел и не смог завершить работу над масками посетителей кантины.
В начале 1977 года, под давлением необходимости завершить работу над фильмом (бюджет которого превысил смету более чем на 2 миллиона долларов), Лукас договорился об ограниченном дополнительном финансировании от со стороны 20th Century Fox для поддержки второй съёмочной группы. Некоторые из наиболее важных дополнительных кадров для улучшения сцен в кантине были сняты на Hollywood Center Studios. Лукас был недоволен неудачным из-за болезни Фриборна гримом на ранее снятых кадрах и теперь смог полностью воплотить задуманное с несколькими крупными планами инопланетных существ в масках Фриборна. Лукас также улучшил визуальное описание локации, которую не до конца раскрывали кадры, отснятые в Тунисе, видами из Долины Смерти. Новый материал был добавлен в фильм монтажёрами Лукаса, в том числе его женой Марсией Лукас.
Лукас остался недоволен финальной версией сцены в кантине, и, когда Lucasfilm выпустила в 1997 году специальное издание «Звёздных войн», внёс ряд изменений в сцены. Во вступительной части зловещий персонаж-оборотень был заменён рептилоидом, курящим трубку. Вторым изменением стала последовательность выстрелов Хана Соло и Гридо, так что теперь Гридо стрелял первым. Это изменение вызвало одни из самых сильных споров среди поклонников «Звездных войн» и привело к появлению популярного слогана «Хан выстрелил первым» в знак протеста против изменения.

### Музыка
Во всех сценах в кантине в фильме «Звёздные войны» непрерывно звучит фоновая музыка, которую играет группа инопланетян. Она написана для фильма Джоном Уильямсом и состояла из двух пьес для трубы, трёх саксофонов, кларнета, родес-пиано, а также стального барабана и синтезатора. Лукас дал следующую установку Уильямсу: «несколько существ в будущем веке найдут музыку свинг-бэнда Бенни Гудмана 1930-х годов… и попытаются её интерпретировать». Уильямс объединил традиционные джазовые инструменты с афро-карибскими, чтобы создать звук, который был бы «одновременно инопланетным и в то же время знакомым».

## Товары

### Игрушки
В 1978 году производитель игрушек Kenner Products выпустил набор Cantina Adventure Set как часть линейки экшен-фигур «Звёздных войн». Набор состоял из миниатюрного пластикового бара с картонным фоном, включал различных существ из кантины и имперского штурмовика. Вторая версия набора была представлена на рынке в 1979 году под названием Creature Cantina Action Playset.
В сентябре 2020 года LEGO выпустила в серии Master Builder Series набор Mos Eisley Cantina (номер набора 75290). набор насчитывал 3187 деталей, 21 минифигурку и стоил 349,99 долларов США.

### Музыкальные релизы
Первая музыкальная композиция из кантины вышла в 1977 году в составе саундтрека к фильму «Звёздные войны». Композиция получила название «Cantina Band». На более поздних перевыпусках саундтрека появилась вторая композиция «Cantina Band # 2», а первая с тех пор была переименована в «Mad About Me».
В том же году Меко выпустил космодиско-версию заглавной темы «Звёздных войн» и композиции «Cantina Band» на сингле «Star Wars Theme/Cantina Band». С тех пор появилось множество кавер-версий и пародий на мелодию «Cantina Band», в том числе «Cantina Band» (1995) рок-группы Ash в качестве би-сайда сингла «Girl From Mars»; «Digga Digga Doo» (2004) группы Asylum Street Spankers с альбома 2004 года Mercurial и «Cantina» (2007) Вольтера с альбома Ooky Spooky. Версия темы в стиле блюграсс слышна во время сцены в баре в фильме «Пол» 2011 года, она исполнена Сидом Мастерсом и The Swing Riders.